# Jihed Jaballah
Jihed Jaballah (arabe : جهاد جاء بالله), né le 29 juillet 1989 à Sousse, est un handballeur tunisien jouant au poste de pivot,.

## Palmarès en clubs
Compétitions nationales
- Championnat de Tunisie : 2011, 2018
- Coupe de Tunisie : 2014, 2017
- Coupe de Slovaquie : 2020

Compétitions internationales
- Supercoupe d'Afrique
  -  Médaille d'or à la Supercoupe d'Afrique 2013 (Tunisie)
  -  Médaille d'argent à la Supercoupe d'Afrique 2011 (Cameroun)
- Ligue des champions d'Afrique
  -  Médaille d'argent à la Ligue des champions d'Afrique 2011 (Nigeria)
  -  Médaille de bronze à la Ligue des champions d'Afrique 2014 (Tunisie)
- Coupe d'Afrique des vainqueurs de coupe
  -  Médaille d'or à la coupe d'Afrique des vainqueurs de coupe 2012 (Tunisie)
  -  Médaille d'or à la coupe d'Afrique des vainqueurs de coupe 2019 (Maroc)

### Sélection nationale
Championnat d'Afrique des nations
- Médaille d'or au championnat d'Afrique 2018 ( Gabon)
- Médaille d'argent au championnat d'Afrique  2020 ( Tunisie)

Championnat du monde
- 19e au championnat du monde 2017 ( France)
- 12e au championnat du monde 2019 ( Danemark)
- 25e au championnat du monde 2021 ( Égypte)
- 26e au championnat du monde 2023 ( Suède)

### Distinctions personnelles
- Meilleur pivot du championnat d'Afrique 2020